# Кармановка (Новосибирская область)
Кармановка — деревня в Болотнинском районе Новосибирской области России. Входит в состав Корниловского сельсовета.

## География
Площадь деревни — 30 гектар

## История
Основана в 1907 г. В 1926 году посёлок Кармановский состоял из 116 хозяйств, основное население — русские. В составе Арлюкского сельсовета Болотнинского района Томского округа Сибирского края.

## Население
| 2002 | 2007 | 2010 |
| ---- | ---- | ---- |
| 64   | ↘55  | ↘46  |

## Инфраструктура
В деревне по данным на 2007 год отсутствует социальная инфраструктура.